# بدر الخميس
بدر عادل الخميس لاعب كرة قدم سعودي (ولد 4 اغسطس 1984) في مدينة الدمام، يلعب في مركز الهجوم رأس حربة ومهاجم ثاني في نادي الثقبة، لعب مع للمنتخب السعودي الأول، يتميز بالتمركز وبالتهديف بكلتا قدميه وبالرأس ويجيد صناعة الأهداف،.

## مسيرة اللاعب
لعب لأندية الاتفاق وسدوس و التعاون و تألق مع نادي التعاون ما دعا الأهلي لاستقطابه، لكن لم يستطع أن يظهر إمكانياته مع الأهلي لأسباب عدة أبرزها عدم مشاركته في ظل وجود فيكتور سيموس وعماد الحوسني آنذاك. و لعب بعدها مع الفتح والنهضة و الصفا والشعلة و الثقبة و العربي والهدى.